# Alphabetische Liste der Asteroiden/R
| Alphabetische Liste der Asteroiden – R |                          |
| Nummer und Name                        | Gruppe / Typ             |
| (3184) Raab                            | Hauptgürtel              |
| (1786) Raahe                           | Hauptgürtel              |
| (1624) Rabe                            | Hauptgürtel              |
| (11189) Rabeaton                       | Hauptgürtel              |
| (5666) Rabelais                        | Hauptgürtel              |
| (5040) Rabinowitz                      | Hauptgürtel              |
| (137217) Racah                         | Hauptgürtel              |
| (21742) Rachaelscott                   | Hauptgürtel              |
| (18698) Racharles                      | Hauptgürtel              |
| (17698) Racheldavis                    | Hauptgürtel              |
| (674) Rachele                          | Hauptgürtel              |
| (97677) Rachelfreed                    | Hauptgürtel              |
| (19568) Rachelmarie                    | Hauptgürtel              |
| (32280) Rachelmashal                   | Hauptgürtel              |
| (25191) Rachelouise                    | Hauptgürtel              |
| (29788) Rachelrossi                    | Hauptgürtel              |
| (8995) Rachelstevenson                 | Hauptgürtel              |
| (32314) Rachelzhang                    | Hauptgürtel              |
| (4345) Rachmaninoff                    | Hauptgürtel              |
| (23754) Rachnareddy                    | Hauptgürtel              |
| (11051) Racine                         | Hauptgürtel              |
| (20268) Racollier                      | Hauptgürtel              |
| (12426) Racquetball                    | Hauptgürtel              |
| (135799) Ráczmiklós                    | Hauptgürtel              |
| (13748) Radaly                         | Hauptgürtel              |
| (1420) Radcliffe                       | Hauptgürtel              |
| (149884) Radebeul                      | Hauptgürtel              |
| (2581) Radegast                        | Hauptgürtel              |
| (2375) Radek                           | Hauptgürtel              |
| (11144) Radiocommunicata               | Hauptgürtel              |
| (2833) Radishchev                      | Hauptgürtel              |
| (33401) Radiya-Dixit                   | Hauptgürtel              |
| (17881) Radmall                        | Hauptgürtel              |
| (159011) Radomyshl                     | Hauptgürtel              |
| (4485) Radonezhskij                    | Hauptgürtel              |
| (32065) Radulovacki                    | Hauptgürtel              |
| (29776) Radzhabov                      | Hauptgürtel              |
| (3923) Radzievskij                     | Hauptgürtel              |
| (240021) Radzo                         | Hauptgürtel              |
| (9797) Raes                            | Hauptgürtel              |
| (128036) Rafaelnadal                   | Hauptgürtel              |
| (18664) Rafaelta                       | Hauptgürtel              |
| (21589) Rafes                          | Hauptgürtel              |
| (102224) Raffaellolena                 | Hauptgürtel              |
| (9957) Raffaellosanti                  | Hauptgürtel              |
| (3648) Raffinetti                      | Hauptgürtel              |
| (1644) Rafita                          | Hauptgürtel              |
| (31596) Ragavender                     | Hauptgürtel              |
| (1839) Ragazza                         | Hauptgürtel              |
| (42523) Ragazzileonardo                | Hauptgürtel              |
| (24149) Raghavan                       | Hauptgürtel              |
| (30169) Raghavganesh                   | Hauptgürtel              |
| (28254) Raghrama                       | Hauptgürtel              |
| (30267) Raghuvanshi                    | Hauptgürtel              |
| (23844) Raghvendra                     | Hauptgürtel              |
| (31701) Ragula                         | Hauptgürtel              |
| (23747) Rahaelgupta                    | Hauptgürtel              |
| (12177) Raharto                        | Hauptgürtel              |
| (5056) Rahua                           | Hauptgürtel              |
| (30037) Rahulmehta                     | Hauptgürtel              |
| (31853) Rahulmital                     | Hauptgürtel              |
| (145558) Raiatea                       | Hauptgürtel              |
| (4518) Raikin                          | Hauptgürtel              |
| (339486) Raimeux                       | Hauptgürtel              |
| (1450) Raimonda                        | Hauptgürtel              |
| (62666) Rainawessen                    | Hauptgürtel              |
| (185633) Rainbach                      | Hauptgürtel              |
| (221019) Raine                         | Hauptgürtel              |
| (16802) Rainer                         | Hauptgürtel              |
| (426524) Rainerhannig                  | Hauptgürtel              |
| (185639) Rainerkling                   | Hauptgürtel              |
| (234761) Rainerkracht                  | Hauptgürtel              |
| (6366) Rainerwieler                    | Hauptgürtel              |
| (10008) Raisanyo                       | Hauptgürtel              |
| (1137) Raïssa                          | Hauptgürtel              |
| (30539) Raissamuller                   | Hauptgürtel              |
| (25465) Rajagopalan                    | Hauptgürtel              |
| (18658) Rajdev                         | Hauptgürtel              |
| (33581) Rajeevjha                      | Hauptgürtel              |
| (25781) Rajendra                       | Hauptgürtel              |
| (14654) Rajivgupta                     | Hauptgürtel              |
| (12374) Rakhat                         | Hauptgürtel              |
| (4108) Rakos                           | Hauptgürtel              |
| (432361) Rakovski                      | Hauptgürtel              |
| (3332) Raksha                          | Hauptgürtel              |
| (111594) Ráktanya                      | Hauptgürtel              |
| (5825) Rakuyou                         | Hauptgürtel              |
| (400309) Ralfhofner                    | Hauptgürtel              |
| (8338) Ralhan                          | Hauptgürtel              |
| (5051) Ralph                           | Hauptgürtel              |
| (4517) Ralpharvey                      | Hauptgürtel              |
| (33594) Ralphlawton                    | Hauptgürtel              |
| (9003) Ralphmilliken                   | Hauptgürtel              |
| (20851) Ramachandran                   | Hauptgürtel              |
| (71615) Ramakers                       | Hauptgürtel              |
| (25468) Ramakrishna                    | Hauptgürtel              |
| (55753) Raman                          | Hauptgürtel              |
| (20837) Ramanlal                       | Hauptgürtel              |
| (4130) Ramanujan                       | Hauptgürtel              |
| (24152) Ramasesh                       | Hauptgürtel              |
| (23850) Ramaswami                      | Hauptgürtel              |
| (32066) Ramayya                        | Hauptgürtel              |
| (9683) Rambaldo                        | Hauptgürtel              |
| (21722) Rambhia                        | Hauptgürtel              |
| (9083) Ramboehm                        | Hauptgürtel              |
| (18028) Ramchandani                    | Hauptgürtel              |
| (4734) Rameau                          | Hauptgürtel              |
| (24376) Ramesh                         | Hauptgürtel              |
| (3926) Ramirez                         | Hauptgürtel              |
| (18170) Ramjeawan                      | Hauptgürtel              |
| (110393) Rammstein                     | Hauptgürtel              |
| (20693) Ramondiaz                      | Hauptgürtel              |
| (342017) Ramonin                       | Hauptgürtel              |
| (37583) Ramonkhanna                    | Hauptgürtel              |
| (117413) Ramonycajal                   | Hauptgürtel              |
| (89739) Rampazzi                       | Hauptgürtel              |
| (10321) Rampo                          | Hauptgürtel              |
| (137632) Ramsauer                      | Hauptgürtel              |
| (8001) Ramsden                         | Hauptgürtel              |
| (4416) Ramses                          | Hauptgürtel              |
| (23612) Ramzel                         | Hauptgürtel              |
| (4248) Ranald                          | Hauptgürtel              |
| (3928) Randa                           | Hauptgürtel              |
| (25032) Randallray                     | Hauptgürtel              |
| (283990) Randallrosenfeld              | Hauptgürtel              |
| (3163) Randi                           | Marsbahnkreuzer          |
| (31664) Randiiwessen                   | Hauptgürtel              |
| (17224) Randoross                      | Hauptgürtel              |
| (522563) Randyflynn                    | Hauptgürtel              |
| (72633) Randygroth                     | Hauptgürtel              |
| (232553) Randypeterson                 | Hauptgürtel              |
| (14114) Randyray                       | Hauptgürtel              |
| (9308) Randyrose                       | Hauptgürtel              |
| (44473) Randytatum                     | Hauptgürtel              |
| (29886) Randytung                      | Hauptgürtel              |
| (349386) Randywright                   | Hauptgürtel              |
| (6821) Ranevskaya                      | Hauptgürtel              |
| (11605) Ranfagni                       | Hauptgürtel              |
| (32067) Ranganathan                    | Hauptgürtel              |
| (27071) Rangwala                       | Hauptgürtel              |
| (22543) Ranjan                         | Hauptgürtel              |
| (20012) Ranke                          | Hauptgürtel              |
| (25469) Ransohoff                      | Hauptgürtel              |
| (6440) Ransome                         | Hauptgürtel              |
| (1530) Rantaseppä                      | Hauptgürtel              |
| (18874) Raoulbehrend                   | Hauptgürtel              |
| (140620) Raoulwallenberg               | Hauptgürtel              |
| (221465) Rapa Nui                      | Hauptgürtel              |
| (708) Raphaela                         | Hauptgürtel              |
| (16180) Rapoport                       | Hauptgürtel              |
| (33221) Raqueljacobson                 | Hauptgürtel              |
| (12522) Rara                           | Hauptgürtel              |
| (1148) Rarahu                          | Hauptgürtel              |
| (11400) Raša                           | Hauptgürtel              |
| (4113) Rascana                         | Hauptgürtel              |
| (90397) Rasch                          | Hauptgürtel              |
| (48588) Raschröder                     | Hauptgürtel              |
| (2100) Ra-Shalom                       | Aten-Typ                 |
| (253412) Raskaylea                     | Hauptgürtel              |
| (25062) Rasmussen                      | Hauptgürtel              |
| (24697) Rastrelli                      | Hauptgürtel              |
| (21724) Ratai                          | Hauptgürtel              |
| (18115) Rathbun                        | Hauptgürtel              |
| (927) Ratisbona                        | Hauptgürtel              |
| (5774) Ratliff                         | Hauptgürtel              |
| (25555) Ratnavarma                     | Hauptgürtel              |
| (28633) Ratripathi                     | Hauptgürtel              |
| (159409) Ratte                         | Hauptgürtel              |
| (8661) Ratzinger                       | Hauptgürtel              |
| (290129) Rátzlászló                    | Hauptgürtel              |
| (5266) Rauch                           | Hauptgürtel              |
| (10025) Rauer                          | Hauptgürtel              |
| (1882) Rauma                           | Hauptgürtel              |
| (20291) Raumurthy                      | Hauptgürtel              |
| (9165) Raup                            | Hauptgürtel              |
| (113415) Rauracia                      | Hauptgürtel              |
| (29674) Raušal                         | Hauptgürtel              |
| (4237) Raushenbakh                     | Hauptgürtel              |
| (5603) Rausudake                       | Hauptgürtel              |
| (4977) Rauthgundis                     | Hauptgürtel              |
| (4727) Ravel                           | Hauptgürtel              |
| (32295) Ravichandran                   | Hauptgürtel              |
| (32131) Ravindran                      | Hauptgürtel              |
| (22810) Rawat                          | Hauptgürtel              |
| (16561) Rawls                          | Hauptgürtel              |
| (2854) Rawson                          | Hauptgürtel              |
| (147736) Raxavinic                     | Hauptgürtel              |
| (8983) Rayakazakova                    | Hauptgürtel              |
| (3985) Raybatson                       | Hauptgürtel              |
| (5840) Raybrown                        | Hauptgürtel              |
| (18191) Rayhe                          | Hauptgürtel              |
| (4668) Rayjay                          | Hauptgürtel              |
| (31858) Raykanipe                      | Hauptgürtel              |
| (22740) Rayleigh                       | Hauptgürtel              |
| (10050) Rayman                         | Hauptgürtel              |
| (197189) Raymond                       | Hauptgürtel              |
| (15945) Raymondavid                    | Hauptgürtel              |
| (29686) Raymondmaung                   | Hauptgürtel              |
| (31902) Raymondwang                    | Hauptgürtel              |
| (18836) Raymundto                      | Hauptgürtel              |
| (11039) Raynal                         | Hauptgürtel              |
| (192001) Raynatedford                  | Hauptgürtel              |
| (27368) Raytesar                       | Hauptgürtel              |
| (90528) Raywhite                       | Hauptgürtel              |
| (3790) Raywilson                       | Hauptgürtel              |
| (20474) Reasoner                       | Hauptgürtel              |
| (7098) Réaumur                         | Hauptgürtel              |
| (3007) Reaves                          | Hauptgürtel              |
| (28710) Rebeccab                       | Hauptgürtel              |
| (20354) Rebeccachan                    | Hauptgürtel              |
| (28504) Rebeccafaye                    | Hauptgürtel              |
| (134050) Rebeccaghent                  | Hauptgürtel              |
| (25322) Rebeccajean                    | Hauptgürtel              |
| (23008) Rebeccajohns                   | Hauptgürtel              |
| (178226) Rebeccalouise                 | Hauptgürtel              |
| (153289) Rebeccawatson                 | Hauptgürtel              |
| (22987) Rebeckaufman                   | Hauptgürtel              |
| (26711) Rebekahbau                     | Hauptgürtel              |
| (572) Rebekka                          | Hauptgürtel              |
| (10932) Rebentrost                     | Hauptgürtel              |
| (333636) Reboul                        | Hauptgürtel              |
| (25912) Recawkwell                     | Hauptgürtel              |
| (573) Recha                            | Hauptgürtel              |
| (3365) Recogne                         | Hauptgürtel              |
| (30718) Records                        | Hauptgürtel              |
| (2884) Reddish                         | Hauptgürtel              |
| (7886) Redman                          | Hauptgürtel              |
| (17518) Redqueen                       | Hauptgürtel              |
| (38070) Redwine                        | Hauptgürtel              |
| (4587) Rees                            | Marsbahnkreuzer          |
| (127935) Reedmckenna                   | Hauptgürtel              |
| (30325) Reesabpathak                   | Hauptgürtel              |
| (6475) Refugium                        | Hauptgürtel              |
| (121481) Reganhoward                   | Hauptgürtel              |
| (33825) Reganwill                      | Hauptgürtel              |
| (4347) Reger                           | Hauptgürtel              |
| (3778) Regge                           | Hauptgürtel              |
| (274246) Reggiacaserta                 | Hauptgürtel              |
| (33994) Regidufour                     | Hauptgürtel              |
| (285) Regina                           | Hauptgürtel              |
| (84096) Reginaldglenice                | Hauptgürtel              |
| (22877) Reginamiller                   | Hauptgürtel              |
| (28687) Reginareals                    | Hauptgürtel              |
| (37607) Regineolsen                    | Hauptgürtel              |
| (574) Reginhild                        | Hauptgürtel              |
| (1117) Reginita                        | Hauptgürtel              |
| (9307) Regiomontanus                   | Hauptgürtel              |
| (351785) Reguly                        | Hauptgürtel              |
| (145475) Rehoboth                      | Hauptgürtel              |
| (29185) Reich                          | Hauptgürtel              |
| (9863) Reichardt                       | Hauptgürtel              |
| (20582) Reichenbach                    | Hauptgürtel              |
| (8684) Reichwein                       | Hauptgürtel              |
| (3422) Reid                            | Hauptgürtel              |
| (12529) Reighard                       | Hauptgürtel              |
| (6565) Reiji                           | Hauptgürtel              |
| (5239) Reiki                           | Hauptgürtel              |
| (65775) Reikotosa                      | Hauptgürtel              |
| (14401) Reikoyukawa                    | Hauptgürtel              |
| (10320) Reiland                        | Hauptgürtel              |
| (6163) Reimers                         | Hauptgürtel              |
| (12280) Reims                          | Hauptgürtel              |
| (12640) Reinbertdeleeuw                | Hauptgürtel              |
| (7661) Reincken                        | Hauptgürtel              |
| (7689) Reinerstoss                     | Hauptgürtel              |
| (144496) Reingard                      | Hauptgürtel              |
| (16705) Reinhardt                      | Hauptgürtel              |
| (18092) Reinhold                       | Hauptgürtel              |
| (7148) Reinholdbien                    | Hauptgürtel              |
| (1111) Reinmuthia                      | Hauptgürtel              |
| (4593) Reipurth                        | Hauptgürtel              |
| (1577) Reiss                           | Hauptgürtel              |
| (30851) Reißfelder                     | Hauptgürtel              |
| (13327) Reitsema                       | Hauptgürtel              |
| (271009) Reitterferenc                 | Hauptgürtel              |
| (3871) Reiz                            | Hauptgürtel              |
| (6299) Reizoutoyoko                    | Hauptgürtel              |
| (33405) Rekhtman                       | Hauptgürtel              |
| (40459) Rektorys                       | Hauptgürtel              |
| (3739) Rem                             | Hauptgürtel              |
| (27985) Remanzacco                     | Hauptgürtel              |
| (10119) Remarque                       | Hauptgürtel              |
| (8395) Rembaut                         | Hauptgürtel              |
| (4511) Rembrandt                       | Hauptgürtel              |
| (2552) Remek                           | Hauptgürtel              |
| (58672) Remigio                        | Hauptgürtel              |
| (5695) Remillieux                      | Hauptgürtel              |
| (9137) Remo                            | Hauptgürtel              |
| (29443) Remocorti                      | Hauptgürtel              |
| (15563) Remsberg                       | Hauptgürtel              |
| (14683) Remy                           | Hauptgürtel              |
| (21674) Renaldowebb                    | Hauptgürtel              |
| (575) Renate                           | Hauptgürtel              |
| (1416) Renauxa                         | Hauptgürtel              |
| (16781) Renčín                         | Hauptgürtel              |
| (120942) Rendafuzhong                  | Marsbahnkreuzer          |
| (20518) Rendtel                        | Hauptgürtel              |
| (30152) Reneefallon                    | Hauptgürtel              |
| (31249) Renéefleming                   | Hauptgürtel              |
| (25798) Reneeschaaf                    | Hauptgürtel              |
| (10285) Renémichelsen                  | Hauptgürtel              |
| (45580) Renéracine                     | Hauptgürtel              |
| (25544) Renerogers                     | Hauptgürtel              |
| (15507) Rengarajan                     | Hauptgürtel              |
| (1792) Reni                            | Hauptgürtel              |
| (78534) Renmir                         | Hauptgürtel              |
| (6190) Rennes                          | Hauptgürtel              |
| (5509) Rennsteig                       | Hauptgürtel              |
| (6677) Renoir                          | Hauptgürtel              |
| (8877) Rentaro                         | Hauptgürtel              |
| (227218) Renyi                         | Hauptgürtel              |
| (6291) Renzetti                        | Hauptgürtel              |
| (1204) Renzia                          | Marsbahnkreuzer          |
| (216241) Renzopiano                    | Hauptgürtel              |
| (4930) Rephiltim                       | Hauptgürtel              |
| (2468) Repin                           | Hauptgürtel              |
| (906) Repsolda                         | Hauptgürtel              |
| (11111) Repunit                        | Hauptgürtel              |
| (2254) Requiem                         | Hauptgürtel              |
| (1081) Reseda                          | Hauptgürtel              |
| (7046) Reshetnev                       | Hauptgürtel              |
| (1371) Resi                            | Hauptgürtel              |
| (3356) Resnik                          | Hauptgürtel              |
| (16930) Respighi                       | Hauptgürtel              |
| (54362) Restitutum                     | Hauptgürtel              |
| (233653) Rether                        | Hauptgürtel              |
| (17190) Retopezzoli                    | Hauptgürtel              |
| (2303) Retsina                         | Hauptgürtel              |
| (8474) Rettig                          | Hauptgürtel              |
| (1096) Reunerta                        | Hauptgürtel              |
| (8666) Reuter                          | Hauptgürtel              |
| (32072) Revanur                        | Hauptgürtel              |
| (13358) Revelle                        | Hauptgürtel              |
| (75844) Rexadams                       | Hauptgürtel              |
| (134099) Rexengelhardt                 | Hauptgürtel              |
| (13647) Rey                            | Hauptgürtel              |
| (14684) Reyes                          | Hauptgürtel              |
| (59830) Reynek                         | Hauptgürtel              |
| (12776) Reynolds                       | Hauptgürtel              |
| (21605) Reynoso                        | Hauptgürtel              |
| (528) Rezia                            | Hauptgürtel              |
| (21726) Rezvanian                      | Hauptgürtel              |
| (38083) Rhadamanthus                   | Transneptunisches Objekt |
| (15949) Rhaeticus                      | Hauptgürtel              |
| (9316) Rhamnus                         | Hauptgürtel              |
| (577) Rhea                             | Hauptgürtel              |
| (28732) Rheakamat                      | Hauptgürtel              |
| (6070) Rheinland                       | Hauptgürtel              |
| (9142) Rhesus                          | Jupiter-Trojaner         |
| (5366) Rhianjones                      | Hauptgürtel              |
| (16912) Rhiannon                       | Amor-Typ                 |
| (21727) Rhines                         | Hauptgürtel              |
| (188847) Rhipeus                       | Jupiter-Trojaner         |
| (346889) Rhiphonos                     | Zentaur                  |
| (6529) Rhoads                          | Hauptgürtel              |
| (907) Rhoda                            | Hauptgürtel              |
| (1197) Rhodesia                        | Hauptgürtel              |
| (437) Rhodia                           | Hauptgürtel              |
| (166) Rhodope                          | Hauptgürtel              |
| (5689) Rhön                            | Hauptgürtel              |
| (31728) Rhön                           | Hauptgürtel              |
| (8468) Rhondah                         | Hauptgürtel              |
| (11875) Rhône                          | Hauptgürtel              |
| (4934) Rhôneranger                     | Hauptgürtel              |
| (28868) Rianchandra                    | Hauptgürtel              |
| (34302) Riagalanos                     | Hauptgürtel              |
| (879) Ricarda                          | Hauptgürtel              |
| (158520) Ricardoferreira               | Hauptgürtel              |
| (12407) Riccardi                       | Hauptgürtel              |
| (37735) Riccardomuti                   | Hauptgürtel              |
| (14074) Riccati                        | Hauptgürtel              |
| (13642) Ricci                          | Hauptgürtel              |
| (18462) Riccò                          | Hauptgürtel              |
| (1230) Riceia                          | Hauptgürtel              |
| (3972) Richard                         | Hauptgürtel              |
| (7966) Richardbaum                     | Hauptgürtel              |
| (120218) Richardberry                  | Hauptgürtel              |
| (302849) Richardboyle                  | Hauptgürtel              |
| (16066) Richardbressler                | Hauptgürtel              |
| (10217) Richardcook                    | Hauptgürtel              |
| (22837) Richardcruz                    | Hauptgürtel              |
| (423097) Richardjarrell                | Hauptgürtel              |
| (15599) Richardlarson                  | Hauptgürtel              |
| (21552) Richardlee                     | Hauptgürtel              |
| (11002) Richardlis                     | Hauptgürtel              |
| (6368) Richardmenendez                 | Hauptgürtel              |
| (163800) Richardnorton                 | Hauptgürtel              |
| (22002) Richardregan                   | Hauptgürtel              |
| (20857) Richardromeo                   | Hauptgürtel              |
| (31778) Richardschnur                  | Hauptgürtel              |
| (21680) Richardschwartz                | Hauptgürtel              |
| (12530) Richardson                     | Hauptgürtel              |
| (25811) Richardteo                     | Hauptgürtel              |
| (242830) Richardwessling               | Hauptgürtel              |
| (20306) Richarnold                     | Hauptgürtel              |
| (120350) Richburns                     | Hauptgürtel              |
| (4129) Richelen                        | Hauptgürtel              |
| (128607) Richhund                      | Hauptgürtel              |
| (1214) Richilde                        | Hauptgürtel              |
| (22839) Richlawrence                   | Hauptgürtel              |
| (16264) Richlee                        | Hauptgürtel              |
| (12395) Richnelson                     | Hauptgürtel              |
| (22156) Richoffman                     | Hauptgürtel              |
| (11187) Richoliver                     | Hauptgürtel              |
| (189948) Richswanson                   | Hauptgürtel              |
| (3338) Richter                         | Hauptgürtel              |
| (20583) Richthammer                    | Hauptgürtel              |
| (8717) Richviktorov                    | Hauptgürtel              |
| (129149) Richwitherspoon               | Hauptgürtel              |
| (8358) Rickblakley                     | Hauptgürtel              |
| (22812) Ricker                         | Hauptgürtel              |
| (9983) Rickfienberg                    | Hauptgürtel              |
| (22835) Rickgardner                    | Hauptgürtel              |
| (51823) Rickhusband                    | Hauptgürtel              |
| (13744) Rickline                       | Hauptgürtel              |
| (3692) Rickman                         | Hauptgürtel              |
| (22448) Ricksaunders                   | Hauptgürtel              |
| (23854) Rickschaffer                   | Hauptgürtel              |
| (174361) Rickwhite                     | Hauptgürtel              |
| (22936) Ricmccutchen                   | Hauptgürtel              |
| (114828) Ricoromita                    | Hauptgürtel              |
| (1514) Ricouxa                         | Hauptgürtel              |
| (4763) Ride                            | Hauptgürtel              |
| (4025) Ridley                          | Hauptgürtel              |
| (16189) Riehl                          | Hauptgürtel              |
| (58627) Rieko                          | Hauptgürtel              |
| (1025) Riema                           | Hauptgürtel              |
| (4167) Riemann                         | Hauptgürtel              |
| (6145) Riemenschneider                 | Hauptgürtel              |
| (4327) Ries                            | Hauptgürtel              |
| (179678) Rietmeijer                    | Hauptgürtel              |
| (20016) Rietschel                      | Hauptgürtel              |
| (85512) Rieugnie                       | Hauptgürtel              |
| (1796) Riga                            | Hauptgürtel              |
| (19911) Rigaux                         | Hauptgürtel              |
| (16766) Righi                          | Hauptgürtel              |
| (9427) Righini                         | Hauptgürtel              |
| (12811) Rigonistern                    | Hauptgürtel              |
| (6420) Riheijyaya                      | Hauptgürtel              |
| (25616) Riinuots                       | Hauptgürtel              |
| (11706) Rijeka                         | Hauptgürtel              |
| (15415) Rika                           | Hauptgürtel              |
| (29802) Rikhavshah                     | Hauptgürtel              |
| (118945) Rikhill                       | Hauptgürtel              |
| (16262) Rikurtz                        | Hauptgürtel              |
| (22745) Rikuzentakata                  | Hauptgürtel              |
| (18449) Rikwouters                     | Hauptgürtel              |
| (26399) Rileyennis                     | Hauptgürtel              |
| (9833) Rilke                           | Hauptgürtel              |
| (20495) Rimavská Sobota                | Hauptgürtel              |
| (4635) Rimbaud                         | Hauptgürtel              |
| (1883) Rimito                          | Hauptgürtel              |
| (4534) Rimskij-Korsakov                | Hauptgürtel              |
| (6705) Rinaketty                       | Hauptgürtel              |
| (152647) Rinako                        | Hauptgürtel              |
| (67070) Rinaldi                        | Hauptgürtel              |
| (118178) Rinckart                      | Hauptgürtel              |
| (12165) Ringleb                        | Hauptgürtel              |
| (5793) Ringuelet                       | Hauptgürtel              |
| (118102) Rinjani                       | Hauptgürtel              |
| (23999) Rinner                         | Hauptgürtel              |
| (11334) Rio de Janeiro                 | Hauptgürtel              |
| (209083) Rioja                         | Hauptgürtel              |
| (16669) Rionuevo                       | Hauptgürtel              |
| (21932) Rios                           | Hauptgürtel              |
| (7711) Říp                             | Hauptgürtel              |
| (8599) Riparia                         | Hauptgürtel              |
| (107223) Ripero                        | Hauptgürtel              |
| (228133) Ripoll                        | Hauptgürtel              |
| (247542) Ripplrónai                    | Hauptgürtel              |
| (16357) Risanpei                       | Hauptgürtel              |
| (46632) RISE                           | Hauptgürtel              |
| (4090) Říšehvězd                       | Hauptgürtel              |
| (23133) Rishinbehl                     | Hauptgürtel              |
| (34696) Risoldi                        | Hauptgürtel              |
| (2654) Ristenpart                      | Hauptgürtel              |
| (2690) Ristiina                        | Hauptgürtel              |
| (1180) Rita                            | Hauptgürtel              |
| (84417) Ritabo                         | Hauptgürtel              |
| (15145) Ritageorge                     | Hauptgürtel              |
| (170995) Ritajoewright                 | Hauptgürtel              |
| (8640) Ritaschulz                      | Hauptgürtel              |
| (25717) Ritikmal                       | Hauptgürtel              |
| (3466) Ritina                          | Hauptgürtel              |
| (10781) Ritter                         | Hauptgürtel              |
| (33189) Ritzdorf                       | Hauptgürtel              |
| (378669) Rivas                         | Hauptgürtel              |
| (389478) Rivera-Valentin               | Hauptgürtel              |
| (28718) Rivergrace                     | Hauptgürtel              |
| (4871) Riverside                       | Hauptgürtel              |
| (1426) Riviera                         | Hauptgürtel              |
| (13743) Rivkin                         | Hauptgürtel              |
| (200750) Rix                           | Hauptgürtel              |
| (70714) Rizk                           | Hauptgürtel              |
| (451138) Rizvanov                      | Hauptgürtel              |
| (5945) Roachapproach                   | Hauptgürtel              |
| (16421) Roadrunner                     | Hauptgürtel              |
| (25139) Roatsch                        | Hauptgürtel              |
| (31475) Robbacchus                     | Hauptgürtel              |
| (22152) Robbennett                     | Hauptgürtel              |
| (236988) Robberto                      | Hauptgürtel              |
| (6057) Robbia                          | Hauptgürtel              |
| (4667) Robbiesh                        | Hauptgürtel              |
| (72545) Robbiiwessen                   | Hauptgürtel              |
| (16647) Robbydesmet                    | Hauptgürtel              |
| (9518) Robbynaish                      | Hauptgürtel              |
| (19457) Robcastillo                    | Hauptgürtel              |
| (57359) Robcrawford                    | Hauptgürtel              |
| (21607) Robel                          | Hauptgürtel              |
| (1145) Robelmonte                      | Hauptgürtel              |
| (21439) Robenzing                      | Hauptgürtel              |
| (1377) Roberbauxa                      | Hauptgürtel              |
| (7323) Robersomma                      | Hauptgürtel              |
| (335) Roberta                          | Hauptgürtel              |
| (4809) Robertball                      | Hauptgürtel              |
| (296950) Robertbauer                   | Hauptgürtel              |
| (143622) Robertbloch                   | Hauptgürtel              |
| (337002) Robertbodzon                  | Hauptgürtel              |
| (29210) Robertbrown                    | Hauptgürtel              |
| (15970) Robertbrownlee                 | Hauptgürtel              |
| (5739) Robertburns                     | Hauptgürtel              |
| (129209) Robertburt                    | Hauptgürtel              |
| (208916) Robertcaldwell                | Hauptgürtel              |
| (15965) Robertcox                      | Hauptgürtel              |
| (18088) Roberteunice                   | Hauptgürtel              |
| (10116) Robertfranz                    | Hauptgürtel              |
| (5817) Robertfrazer                    | Marsbahnkreuzer          |
| (71538) Robertfried                    | Marsbahnkreuzer          |
| (12115) Robertgrimm                    | Hauptgürtel              |
| (32005) Roberthalfon                   | Hauptgürtel              |
| (34308) Roberthall                     | Hauptgürtel              |
| (13937) Roberthargraves                | Hauptgürtel              |
| (71480) Roberthatt                     | Hauptgürtel              |
| (25539) Roberthelm                     | Hauptgürtel              |
| (30384) Robertirelan                   | Hauptgürtel              |
| (33725) Robertkent                     | Hauptgürtel              |
| (10786) Robertmayer                    | Hauptgürtel              |
| (5109) Robertmiller                    | Hauptgürtel              |
| (84200) Robertmoore                    | Hauptgürtel              |
| (6812) Robertnelson                    | Hauptgürtel              |
| (14964) Robertobacci                   | Hauptgürtel              |
| (21256) Robertobattiston               | Hauptgürtel              |
| (19517) Robertocarlos                  | Hauptgürtel              |
| (30430) Robertoegel                    | Hauptgürtel              |
| (133747) Robertofurfaro                | Hauptgürtel              |
| (14919) Robertohaver                   | Hauptgürtel              |
| (212500) Robertojoppolo                | Hauptgürtel              |
| (36213) Robertotisgreen                | Hauptgürtel              |
| (37022) Robertovittori                 | Hauptgürtel              |
| (7488) Robertpaul                      | Hauptgürtel              |
| (6188) Robertpepin                     | Hauptgürtel              |
| (26591) Robertreeves                   | Hauptgürtel              |
| (8027) Robertrushworth                 | Hauptgürtel              |
| (3428) Roberts                         | Hauptgürtel              |
| (196005) Róbertschiller                | Hauptgürtel              |
| (410475) Robertschulz                  | Hauptgürtel              |
| (30157) Robertspira                    | Hauptgürtel              |
| (7247) Robertstirling                  | Hauptgürtel              |
| (45509) Robertward                     | Hauptgürtel              |
| (8024) Robertwhite                     | Hauptgürtel              |
| (167113) Robertwick                    | Hauptgürtel              |
| (12644) Robertwielinga                 | Hauptgürtel              |
| (133743) Robertwoodward                | Hauptgürtel              |
| (2328) Robeson                         | Hauptgürtel              |
| (27422) Robheckman                     | Hauptgürtel              |
| (6312) Robheinlein                     | Hauptgürtel              |
| (32018) Robhenning                     | Hauptgürtel              |
| (101777) Robhoskins                    | Hauptgürtel              |
| (260906) Robichon                      | Hauptgürtel              |
| (18932) Robinhood                      | Hauptgürtel              |
| (3819) Robinson                        | Hauptgürtel              |
| (7182) Robinvaughan                    | Hauptgürtel              |
| (254863) Robinwarren                   | Hauptgürtel              |
| (12820) Robinwilliams                  | Hauptgürtel              |
| (79129) Robkoldewey                    | Hauptgürtel              |
| (518458) Roblambert                    | Hauptgürtel              |
| (6334) Robleonard                      | Hauptgürtel              |
| (4881) Robmackintosh                   | Hauptgürtel              |
| (10389) Robmanning                     | Hauptgürtel              |
| (73491) Robmatson                      | Hauptgürtel              |
| (58365) Robmedrano                     | Hauptgürtel              |
| (21706) Robminehart                    | Hauptgürtel              |
| (26376) Roborosa                       | Hauptgürtel              |
| (15907) Robot                          | Hauptgürtel              |
| (9796) Robotti                         | Hauptgürtel              |
| (30140) Robpergolizzi                  | Hauptgürtel              |
| (168698) Robpickman                    | Hauptgürtel              |
| (21469) Robschum                       | Hauptgürtel              |
| (115449) Robson                        | Hauptgürtel              |
| (4153) Roburnham                       | Hauptgürtel              |
| (17879) Robutel                        | Hauptgürtel              |
| (20460) Robwhiteley                    | Amor-Typ                 |
| (41800) Robwilliams                    | Hauptgürtel              |
| (5183) Robyn                           | Hauptgürtel              |
| (5022) Roccapalumba                    | Hauptgürtel              |
| (241529) Roccutri                      | Hauptgürtel              |
| (96178) Rochambeau                     | Marsbahnkreuzer          |
| (38237) Roche                          | Hauptgürtel              |
| (4172) Rochefort                       | Hauptgürtel              |
| (18572) Rocher                         | Hauptgürtel              |
| (31000) Rockchic                       | Hauptgürtel              |
| (904) Rockefellia                      | Hauptgürtel              |
| (3579) Rockholt                        | Hauptgürtel              |
| (145709) Rocknowar                     | Hauptgürtel              |
| (17058) Rocknroll                      | Hauptgürtel              |
| (13294) Rockox                         | Hauptgürtel              |
| (2529) Rockwell Kent                   | Hauptgürtel              |
| (2703) Rodari                          | Hauptgürtel              |
| (4659) Roddenberry                     | Hauptgürtel              |
| (3873) Roddy                           | Marsbahnkreuzer          |
| (16194) Roderick                       | Hauptgürtel              |
| (6258) Rodin                           | Hauptgürtel              |
| (11257) Rodionta                       | Hauptgürtel              |
| (4465) Rodita                          | Hauptgürtel              |
| (15199) Rodnyanskaya                   | Hauptgürtel              |
| (18689) Rodrick                        | Hauptgürtel              |
| (13760) Rodriguez                      | Hauptgürtel              |
| (31893) Rodriguezalvarez               | Hauptgürtel              |
| (25509) Rodwong                        | Hauptgürtel              |
| (28803) Roe                            | Hauptgürtel              |
| (1557) Roehla                          | Hauptgürtel              |
| (368704) Roelgathier                   | Hauptgürtel              |
| (1657) Roemera                         | Hauptgürtel              |
| (6401) Roentgen                        | Hauptgürtel              |
| (4426) Roerich                         | Hauptgürtel              |
| (8075) Roero                           | Hauptgürtel              |
| (69312) Rogerbacon                     | Hauptgürtel              |
| (8168) Rogerbourke                     | Hauptgürtel              |
| (3741) Rogerburns                      | Hauptgürtel              |
| (7362) Rogerbyrd                       | Hauptgürtel              |
| (264474) Rogerclark                    | Hauptgürtel              |
| (29874) Rogerculver                    | Hauptgürtel              |
| (230975) Rogerfederer                  | Hauptgürtel              |
| (920) Rogeria                          | Hauptgürtel              |
| (9452) Rogerpeeters                    | Hauptgürtel              |
| (7894) Rogers                          | Hauptgürtel              |
| (13196) Rogerssmith                    | Hauptgürtel              |
| (195900) Rogersudbury                  | Hauptgürtel              |
| (495181) Rogerwaters                   | Hauptgürtel              |
| (33379) Rohandalvi                     | Hauptgürtel              |
| (22958) Rohatgi                        | Hauptgürtel              |
| (24280) Rohenderson                    | Hauptgürtel              |
| (23816) Rohitkamat                     | Hauptgürtel              |
| (31696) Rohitmital                     | Hauptgürtel              |
| (25321) Rohitsingh                     | Hauptgürtel              |
| (8860) Rohloff                         | Hauptgürtel              |
| (28689) Rohrback                       | Hauptgürtel              |
| (366689) Rohrbaugh                     | Hauptgürtel              |
| (215868) Rohrer                        | Hauptgürtel              |
| (13435) Rohret                         | Hauptgürtel              |
| (17860) Roig                           | Hauptgürtel              |
| (25522) Roisen                         | Hauptgürtel              |
| (26736) Rojeski                        | Hauptgürtel              |
| (35053) Rojyurij                       | Hauptgürtel              |
| (2058) Róka                            | Hauptgürtel              |
| (58185) Rokkosan                       | Hauptgürtel              |
| (3736) Rokoske                         | Hauptgürtel              |
| (15925) Rokycany                       | Hauptgürtel              |
| (25377) Rolaberee                      | Hauptgürtel              |
| (15903) Rolandflorrie                  | Hauptgürtel              |
| (12870) Rolandmeier                    | Hauptgürtel              |
| (6508) Rolčík                          | Hauptgürtel              |
| (30094) Rolfebode                      | Hauptgürtel              |
| (23472) Rolfriekher                    | Hauptgürtel              |
| (1269) Rollandia                       | Hauptgürtel              |
| (19383) Rolling Stones                 | Hauptgürtel              |
| (472) Roma                             | Hauptgürtel              |
| (13200) Romagnani                      | Hauptgürtel              |
| (200031) Romainmontaigut               | Hauptgürtel              |
| (2516) Roman                           | Hauptgürtel              |
| (227065) Romandia                      | Hauptgürtel              |
| (58572) Romanella                      | Hauptgürtel              |
| (11015) Romanenko                      | Hauptgürtel              |
| (18171) Romaneskue                     | Hauptgürtel              |
| (7986) Romania                         | Hauptgürtel              |
| (20361) Romanishin                     | Hauptgürtel              |
| (5302) Romanoserra                     | Hauptgürtel              |
| (10921) Romanozen                      | Hauptgürtel              |
| (3761) Romanskaya                      | Hauptgürtel              |
| (66458) Romaplanetario                 | Marsbahnkreuzer          |
| (31593) Romapradhan                    | Hauptgürtel              |
| (13703) Romero                         | Hauptgürtel              |
| (22717) Romeuf                         | Hauptgürtel              |
| (942) Romilda                          | Hauptgürtel              |
| (10386) Romulus                        | Hauptgürtel              |
| (305660) Romyhaag                      | Hauptgürtel              |
| (11724) Ronaldhsu                      | Hauptgürtel              |
| (17853) Ronaldsayer                    | Hauptgürtel              |
| (4024) Ronan                           | Hauptgürtel              |
| (8680) Rone                            | Hauptgürtel              |
| (76309) Ronferdie                      | Hauptgürtel              |
| (2285) Ron Helin                       | Hauptgürtel              |
| (16813) Ronmastaler                    | Hauptgürtel              |
| (15228) Ronmiller                      | Hauptgürtel              |
| (17097) Ronneuman                      | Hauptgürtel              |
| (121633) Ronperison                    | Hauptgürtel              |
| (10139) Ronsard                        | Hauptgürtel              |
| (14697) Ronsawyer                      | Hauptgürtel              |
| (13497) Ronstone                       | Hauptgürtel              |
| (3293) Rontaylor                       | Hauptgürtel              |
| (188693) Roosevelt                     | Hauptgürtel              |
| (41107) Ropakov                        | Hauptgürtel              |
| (13701) Roquebrune                     | Hauptgürtel              |
| (5643) Roques                          | Hauptgürtel              |
| (223) Rosa                             | Hauptgürtel              |
| (7396) Rosa-Brusin                     | Hauptgürtel              |
| (15917) Rosahavel                      | Hauptgürtel              |
| (22581) Rosahemphill                   | Hauptgürtel              |
| (314) Rosalia                          | Hauptgürtel              |
| (900) Rosalinde                        | Hauptgürtel              |
| (540) Rosamunde                        | Hauptgürtel              |
| (79240) Rosanna                        | Hauptgürtel              |
| (284996) Rosaparks                     | Hauptgürtel              |
| (14812) Rosario                        | Hauptgürtel              |
| (34366) Rosavestal                     | Hauptgürtel              |
| (7583) Rosegger                        | Hauptgürtel              |
| (6472) Rosema                          | Hauptgürtel              |
| (2057) Rosemary                        | Hauptgürtel              |
| (85389) Rosenauer                      | Hauptgürtel              |
| (16243) Rosenbauer                     | Hauptgürtel              |
| (9672) Rosenbergerezek                 | Hauptgürtel              |
| (18114) Rosenbush                      | Hauptgürtel              |
| (274856) Rosendosalvado                | Hauptgürtel              |
| (21610) Rosengard                      | Hauptgürtel              |
| (5039) Rosenkavalier                   | Hauptgürtel              |
| (152146) Rosenlappin                   | Hauptgürtel              |
| (21467) Rosenstein                     | Hauptgürtel              |
| (100268) Rosenthal                     | Hauptgürtel              |
| (4911) Rosenzweig                      | Hauptgürtel              |
| (2856) Röser                           | Hauptgürtel              |
| (16543) Rosetta                        | Hauptgürtel              |
| (9241) Rosfranklin                     | Hauptgürtel              |
| (26400) Roshanpalli                    | Hauptgürtel              |
| (5795) Roshchina                       | Hauptgürtel              |
| (985) Rosina                           | Marsbahnkreuzer          |
| (22870) Rosing                         | Hauptgürtel              |
| (117439) Rosner                        | Hauptgürtel              |
| (4211) Rosniblett                      | Hauptgürtel              |
| (223633) Rosnyaîné                     | Marsbahnkreuzer          |
| (21611) Rosoff                         | Hauptgürtel              |
| (19487) Rosscoleman                    | Hauptgürtel              |
| (1646) Rosseland                       | Hauptgürtel              |
| (1350) Rosselia                        | Hauptgürtel              |
| (8814) Rosseven                        | Hauptgürtel              |
| (3969) Rossi                           | Hauptgürtel              |
| (9101) Rossiglione                     | Hauptgürtel              |
| (8181) Rossini                         | Hauptgürtel              |
| (14973) Rossirosina                    | Hauptgürtel              |
| (5670) Rosstaylor                      | Hauptgürtel              |
| (245417) Rostand                       | Hauptgürtel              |
| (1440) Rostia                          | Hauptgürtel              |
| (4071) Rostovdon                       | Hauptgürtel              |
| (4918) Rostropovich                    | Hauptgürtel              |
| (615) Roswitha                         | Hauptgürtel              |
| (20893) Rosymccloskey                  | Hauptgürtel              |
| (21391) Rotanner                       | Hauptgürtel              |
| (31414) Rotarysusa                     | Hauptgürtel              |
| (52267) Rotarytorino                   | Hauptgürtel              |
| (22645) Rotblat                        | Hauptgürtel              |
| (7700) Rote Kapelle                    | Hauptgürtel              |
| (5595) Roth                            | Hauptgürtel              |
| (20512) Rothenberg                     | Hauptgürtel              |
| (874) Rotraut                          | Hauptgürtel              |
| (5197) Rottmann                        | Hauptgürtel              |
| (23851) Rottman-Yang                   | Hauptgürtel              |
| (5412) Rou                             | Hauptgürtel              |
| (1413) Roucarie                        | Hauptgürtel              |
| (2978) Roudebush                       | Hauptgürtel              |
| (22082) Rountree                       | Hauptgürtel              |
| (2950) Rousseau                        | Hauptgürtel              |
| (293366) Roux                          | Hauptgürtel              |
| (1518) Rovaniemi                       | Hauptgürtel              |
| (4744) Rovereto                        | Hauptgürtel              |
| (8809) Roversimonaco                   | Hauptgürtel              |
| (12581) Rovinj                         | Hauptgürtel              |
| (4599) Rowan                           | Hauptgürtel              |
| (19535) Rowanatkinson                  | Hauptgürtel              |
| (18196) Rowberry                       | Hauptgürtel              |
| (10557) Rowland                        | Hauptgürtel              |
| (43844) Rowling                        | Hauptgürtel              |
| (317) Roxane                           | Hauptgürtel              |
| (14533) Roy                            | Hauptgürtel              |
| (6901) Roybishop                       | Hauptgürtel              |
| (4550) Royclarke                       | Hauptgürtel              |
| (5208) Royer                           | Hauptgürtel              |
| (31991) Royghosh                       | Hauptgürtel              |
| (13274) Roygross                       | Hauptgürtel              |
| (8817) Roytraver                       | Hauptgürtel              |
| (31174) Rozelot                        | Hauptgürtel              |
| (16199) Rozenblyum                     | Hauptgürtel              |
| (9813) Rozgaj                          | Hauptgürtel              |
| (5360) Rozhdestvenskij                 | Hauptgürtel              |
| (6267) Rozhen                          | Hauptgürtel              |
| (3986) Rozhkovskij                     | Hauptgürtel              |
| (40230) Rožmberk                       | Hauptgürtel              |
| (4070) Rozov                           | Hauptgürtel              |
| (14031) Rozyo                          | Hauptgürtel              |
| (1638) Ruanda                          | Hauptgürtel              |
| (8398) Rubbia                          | Hauptgürtel              |
| (9482) Rubéndarío                      | Hauptgürtel              |
| (10151) Rubens                         | Hauptgürtel              |
| (8592) Rubetra                         | Hauptgürtel              |
| (10764) Rübezahl                       | Hauptgürtel              |
| (11302) Rubicon                        | Hauptgürtel              |
| (26906) Rubidia                        | Hauptgürtel              |
| (133250) Rubik                         | Hauptgürtel              |
| (5726) Rubin                           | Hauptgürtel              |
| (9921) Rubincam                        | Hauptgürtel              |
| (2457) Rublyov                         | Hauptgürtel              |
| (4286) Rubtsov                         | Hauptgürtel              |
| (2474) Ruby                            | Hauptgürtel              |
| (16191) Rubyroe                        | Hauptgürtel              |
| (32059) Ruchipandya                    | Hauptgürtel              |
| (10542) Ruckers                        | Hauptgürtel              |
| (90806) Rudaki                         | Hauptgürtel              |
| (3574) Rudaux                          | Hauptgürtel              |
| (25052) Rudawska                       | Hauptgürtel              |
| (7073) Rudbelia                        | Hauptgürtel              |
| (18294) Rudenko                        | Hauptgürtel              |
| (5888) Ruders                          | Hauptgürtel              |
| (157491) Rüdigerkollar                 | Hauptgürtel              |
| (120643) Rudimandl                     | Hauptgürtel              |
| (128622) Rudiš                         | Hauptgürtel              |
| (1907) Rudneva                         | Hauptgürtel              |
| (44613) Rudolf                         | Hauptgürtel              |
| (251595) Rudolfböttger                 | Hauptgürtel              |
| (4146) Rudolfinum                      | Hauptgürtel              |
| (74764) Rudolfpešek                    | Hauptgürtel              |
| (10356) Rudolfsteiner                  | Hauptgürtel              |
| (22184) Rudolfveltman                  | Hauptgürtel              |
| (11770) Rudominkowski                  | Hauptgürtel              |
| (2629) Rudra                           | Marsbahnkreuzer          |
| (10010) Rudruna                        | Hauptgürtel              |
| (167960) Rudzikas                      | Hauptgürtel              |
| (280640) Ruetsch                       | Hauptgürtel              |
| (8149) Ruff                            | Hauptgürtel              |
| (8587) Ruficollis                      | Hauptgürtel              |
| (4107) Rufino                          | Hauptgürtel              |
| (33158) Rúfus                          | Hauptgürtel              |
| (21074) Rügen                          | Hauptgürtel              |
| (12035) Ruggieri                       | Hauptgürtel              |
| (27591) Rugilmartin                    | Hauptgürtel              |
| (15762) Rühmann                        | Hauptgürtel              |
| (15273) Ruhmkorff                      | Hauptgürtel              |
| (4073) Ruianzhongxue                   | Hauptgürtel              |
| (4101) Ruikou                          | Hauptgürtel              |
| (17086) Ruima                          | Hauptgürtel              |
| (28538) Ruisong                        | Hauptgürtel              |
| (22910) Ruiwang                        | Hauptgürtel              |
| (15395) Rükl                           | Hauptgürtel              |
| (21732) Rumery                         | Hauptgürtel              |
| (5139) Rumoi                           | Hauptgürtel              |
| (1773) Rumpelstilz                     | Hauptgürtel              |
| (4154) Rumsey                          | Hauptgürtel              |
| (5495) Rumyantsev                      | Hauptgürtel              |
| (4570) Runcorn                         | Hauptgürtel              |
| (5505) Rundetaarn                      | Hauptgürtel              |
| (11853) Runge                          | Hauptgürtel              |
| (4662) Runk                            | Hauptgürtel              |
| (2899) Runrun Shaw                     | Hauptgürtel              |
| (25933) Ruoyijiang                     | Hauptgürtel              |
| (353) Ruperto-Carola                   | Hauptgürtel              |
| (1953) Rupertwildt                     | Hauptgürtel              |
| (1443) Ruppina                         | Hauptgürtel              |
| (13932) Rupprecht                      | Hauptgürtel              |
| (4455) Ruriko                          | Hauptgürtel              |
| (3756) Ruscannon                       | Hauptgürtel              |
| (3516) Rusheva                         | Hauptgürtel              |
| (365604) Rusholme                      | Hauptgürtel              |
| (26390) Rušin                          | Hauptgürtel              |
| (19633) Rusjan                         | Hauptgürtel              |
| (4810) Ruslanova                       | Hauptgürtel              |
| (69311) Russ                           | Marsbahnkreuzer          |
| (1762) Russell                         | Hauptgürtel              |
| (23769) Russellbabb                    | Hauptgürtel              |
| (15582) Russellburrows                 | Hauptgürtel              |
| (100485) Russelldavies                 | Marsbahnkreuzer          |
| (3952) Russellmark                     | Hauptgürtel              |
| (34321) Russellmotter                  | Hauptgürtel              |
| (43763) Russert                        | Hauptgürtel              |
| (232) Russia                           | Hauptgürtel              |
| (11955) Russrobb                       | Hauptgürtel              |
| (243526) Russwalker                    | Hauptgürtel              |
| (1171) Rusthawelia                     | Hauptgürtel              |
| (38541) Rustichelli                    | Hauptgürtel              |
| (17033) Rusty                          | Hauptgürtel              |
| (9326) Ruta                            | Hauptgürtel              |
| (14815) Rutberg                        | Hauptgürtel              |
| (283786) Rutebeuf                      | Hauptgürtel              |
| (20478) Rutenberg                      | Hauptgürtel              |
| (5886) Rutger                          | Hauptgürtel              |
| (798) Ruth                             | Hauptgürtel              |
| (22890) Ruthaellis                     | Hauptgürtel              |
| (65363) Ruthanna                       | Hauptgürtel              |
| (1249) Rutherfordia                    | Hauptgürtel              |
| (225239) Ruthproell                    | Hauptgürtel              |
| (3285) Ruth Wolfe                      | Hauptgürtel              |
| (2518) Rutllant                        | Hauptgürtel              |
| (236810) Rutten                        | Hauptgürtel              |
| (133161) Ruttkai                       | Hauptgürtel              |
| (1427) Ruvuma                          | Hauptgürtel              |
| (1856) Růžena                          | Hauptgürtel              |
| (5344) Ryabov                          | Hauptgürtel              |
| (21936) Ryan                           | Hauptgürtel              |
| (28894) Ryanchung                      | Hauptgürtel              |
| (21427) Ryanharrison                   | Hauptgürtel              |
| (29631) Ryankenny                      | Hauptgürtel              |
| (19597) Ryanlee                        | Hauptgürtel              |
| (20794) Ryanolson                      | Hauptgürtel              |
| (5575) Ryanpark                        | Hauptgürtel              |
| (20595) Ryanwisnoski                   | Hauptgürtel              |
| (4258) Ryazanov                        | Hauptgürtel              |
| (2523) Ryba                            | Hauptgürtel              |
| (12674) Rybalka                        | Hauptgürtel              |
| (10506) Rydberg                        | Hauptgürtel              |
| (19663) Rykerwatts                     | Hauptgürtel              |
| (9566) Rykhlova                        | Hauptgürtel              |
| (8927) Ryojiro                         | Hauptgürtel              |
| (11135) Ryokami                        | Hauptgürtel              |
| (6031) Ryokan                          | Hauptgürtel              |
| (13162) Ryokkochigaku                  | Hauptgürtel              |
| (2835) Ryoma                           | Hauptgürtel              |
| (8304) Ryomichico                      | Hauptgürtel              |
| (25106) Ryoojungmin                    | Hauptgürtel              |
| (23180) Ryosuke                        | Hauptgürtel              |
| (46580) Ryouichiirie                   | Hauptgürtel              |
| (21460) Ryozo                          | Hauptgürtel              |
| (16175) Rypatterson                    | Hauptgürtel              |
| (182044) Ryschkewitsch                 | Hauptgürtel              |
| (48495) Ryugado                        | Hauptgürtel              |
| (20120) Ryugatake                      | Hauptgürtel              |
| (162173) Ryugu                         | Hauptgürtel              |
| (5969) Ryuichiro                       | Hauptgürtel              |
| (42566) Ryutaro                        | Hauptgürtel              |
| (6444) Ryuzin                          | Marsbahnkreuzer          |
| (5343) Ryzhov                          | Hauptgürtel              |